# 监查院
監查院（韩语：／ Gamsawon */?）是大韩民国拥有监察国家公务人员与审计国家收支职能的国家机构，该機關之運作直接受總統督導。

## 沿革
1948年大韩民国创立，韩国政府先后于7月17日、12月4日成立了用于监督国家公务员的监察委员会与审计国家收支的审计院，两机關均由总统直属。
1963年3月，韩国在《监查院法》出台后，于20日依据《大韓民国第三共和国憲法》，将原有的审计委员会与监察委员会合并成立监查院。
1972年，朴正熙通过“维新宪法”建立第四共和国，维新宪法不再赋予国会以审计权，使得监查院地位得到凸显。至1980年第五共和国再次修宪后，该机關依旧被沿袭下来。虽然现行的韩国宪法已经重新赋予国会的审计权，但依旧保留有监查院这一审计、监察机關。

## 地位

### 宪法机关
监查院是根据宪法设立并赋予其权力的宪法机關。

### 国家元首直属机关
监查院是由国家元首直属的中央行政机关。

### 职能独立性
监查院是由国家元首直属，但在其职责上具有独立地位。监查院在公职人员的任命、组织和预算编制上拥有一定的独立性。其工作人员不受国家公务员法有关规定的限制，一定程度上保证了监查院不受政府或其他机构的控制，能够独立行使监察权。
监查院院长的任命由总统任命，並经国会同意。监查委員每届任期四年，除被弹劾、触犯刑法或因身体原因无法履行职责外，不能被免職。禁止监查院的公职人员兼任其他职务、加入政党、参与政治运动。

### 合议制机关
监查院以监查院会議作成決策。监查院會議由监查院院长等七人组成，监查院會议决议需經監查委員讨论并以过半数表决的方式通过。

## 职能
监查院负责审查国家收支，审计国家、地方自治区、政府投资机构及法律授权其监督的其他实体，监察政府机构及其官员履行职责、每年度需审计、复核国家决算并向总统和国会报告结果。

## 历任院长列表
| 政府       | 代   | 姓名   | 姓名           | 任期           | 任期           | 备注     |
| 政府       | 代   | 中文名 | 韩文名         | 上任           | 离任           |          |
| ---------- | ---- | ------ | -------------- | -------------- | -------------- | -------- |
| 第二共和国 | 1    | 李元燁 |                | 1963年3月20日  | 1963年7月11日  |          |
| 第二共和国 | 2    | 韩信   |                | 1963年7月12日  | 1963年12月15日 |          |
| 第三共和国 | -    | 林承說 |                | 1963年12月16日 | 1964年2月18日  | 代理职务 |
| 第三共和国 | 3    | 李周一 |                | 1964年2月19日  | 1968年2月18日  |          |
| 第三共和国 | 4    | 李周一 | 1968年2月27日  | 1971年6月3日   |                |          |
| 第三共和国 | -    | 李根祥 |                | 1971年6月4日   | 1971年7月30日  | 代理职务 |
| 第三共和国 | 5    | 李锡济 |                | 1971年7月31日  | 1972年2月26日  |          |
| 第三共和国 | 署理 | 李锡济 | 1972年2月27日  | 1972年7月31日  |                |          |
| 第四共和国 | 6    | 李锡济 | 1972年8月1日   | 1976年7月31日  |                |          |
| 第四共和国 | 署理 | 申斗永 |                | 1976年8月1日   | 1976年9月21日  |          |
| 第四共和国 | 7    | 申斗永 | 1976年9月22日  | 1980年9月1日   |                |          |
| 第四共和国 | 署理 | 李汉基 |                | 1980年9月2日   | 1980年9月21日  |          |
| 第四共和国 | 8    | 李汉基 | 1980年9月22日  | 1981年4月15日  |                |          |
| 第五共和国 | 9    | 李汉基 | 1981年4月16日  | 1982年9月4日   |                |          |
| 第五共和国 | 署理 | 鄭喜澤 |                | 1982年9月5日   | 1982年9月20日  |          |
| 第五共和国 | 10   | 鄭喜澤 | 1982年9月21日  | 1984年4月7日   |                |          |
| 第五共和国 | 署理 | 黄永时 |                | 1984年4月9日   | 1984年6月27日  |          |
| 第五共和国 | 11   | 黄永时 | 1984年6月28日  | 1985年4月15日  |                |          |
| 第五共和国 | 署理 | 黄永时 | 1985年4月16日  | 1985年5月15日  |                |          |
| 卢泰愚政府 | 12   | 黄永时 | 1985年5月16日  | 1988年7月3日   |                |          |
| 卢泰愚政府 | 13   | 金永駿 |                | 1988年7月4日   | 1992年7月3日   |          |
| 卢泰愚政府 | 署理 | 金永駿 | 1992年7月4日   | 1992年8月12日  |                |          |
| 卢泰愚政府 | 14   | 金永駿 | 1992年8月13日  | 1993年2月24日  |                |          |
| 金泳三政府 | 15   | 李会昌 |                | 1993年2月25日  | 1993年12月16日 |          |
| 金泳三政府 | 16   | 李时润 |                | 1993年12月17日 | 1997年12月16日 |          |
| 金泳三政府 | -    | 申相斗 |                | 1997年12月17日 | 1998年3月2日   | 代理职务 |
| 金大中政府 | 署理 | 韩胜宪 |                | 1998年3月3日   | 1998年8月17日  |          |
| 金大中政府 | 17   | 韩胜宪 | 1998年8月18日  | 1999年9月28日  |                |          |
| 卢武铉政府 | 18   | 李種南 |                | 1999年9月29日  | 2003年9月28日  |          |
| 卢武铉政府 | -    | 尹銀重 | 윤은중         | 2003年9月29日  | 2003年10月24日 | 代理职务 |
| 卢武铉政府 | -    | 朴勝一 | 박승일         | 2003年10月25日 | 2003年11月9日  | 代理职务 |
| 卢武铉政府 | 19   | 田允喆 |                | 2003年11月10日 | 2007年11月9日  |          |
| 卢武铉政府 | 20   | 田允喆 | 2007年11月10日 | 2008年5月18日  |                |          |
| 李明博政府 | -    | 金钟信 |                | 2008年5月19日  | 2008年9月7日   | 代理职务 |
| 李明博政府 | 21   | 金滉植 |                | 2008年9月8日   | 2010年9月30日  |          |
| 李明博政府 | -    | 河福東 |                | 2010年10月1日  | 2011年3月10日  | 代理职务 |
| 朴槿惠政府 | 22   | 梁建   |                | 2011年3月11日  | 2013年8月26日  |          |
| 朴槿惠政府 | -    | 成龙洛 |                | 2013年8月26日  | 2013年12月2日  | 代理职务 |
| 文在寅政府 | 23   | 黃贊鉉 |                | 2013年12月2日  | 2017年12月1日  |          |
| 文在寅政府 | -    | 劉進熙 |                | 2017年12月1日  | 2018年1月1日   | 代理职务 |
| 文在寅政府 | 24   | 崔在亨 |                | 2018年1月1日   | 2021年6月28日  |          |
| 文在寅政府 | -    | 姜敏娥 |                | 2021年6月28日  | 2021年11月11日 | 代理职务 |
| 尹锡悦政府 | 25   | 崔載海 | 최재해         | 2021年11月12日 |                |          |
| 尹锡悦政府 | -    | 趙垠奭 |                | 2024年12月5日  | 2025年1月17日  | 代理职务 |
| 尹锡悦政府 | -    | 金仁會 |                | 2025年1月17日  | 2025年3月13日  | 代理职务 |

## 外部鏈結
- 官方网站